# Gilera C1
La C1 è una motocicletta replica del modello da competizione con motore a due tempi della casa italiana Gilera che ha partecipato a campionati mondiali di motocross dal 1978, vincendo anche delle gare nei titoli nazionali del '79 e del '80 con Nani e Perfini.

## Storia
La Gilera prende parte alle competizioni fuoristrada dal 1978 affidandosi a Jan Witteveen, dopo i primi anni di esperienza nelle competizioni mondiali e nazionali viene presentata una replica della moto di Michele Rinaldi che gareggiava nel mondiale, tale moto replica fu la C1.